# Абдул Азиз
Абдул Азиз (тур. Abdülaziz; Истанбул, 8. фебруар 1830 — Истанбул, 4. јун 1876) био је 32. османски султан и у исто време калиф ислама. Његов отац био је Махмуд II. Наследио је брата Абдулмеџида I након његове смрти 1861. године и био на власти све до свргавања од стране државних званичника крајем маја 1876. године. Умро је 4 дана касније извршивши самоубиство, мада многи тврде како је убијен. Реформе су спроводили Мехмед- паша и Фауд-паша, који су били прослављени у историји османског царства. У царству није било проблема све до њихове смрти 1875. године, када је држава прогласила банкрот. Био је једини султан који је ишао у званичне посете иностранству. Обишао је Египат, Немачку, Француску и Велику Британију. Нико од његових наследника (Мурат V, Абдул Хамид II, Мехмед V Решад и Мехмед VI Вахдедин) нису покушавали да дођу до престола све до његове смрти.

## Младост и владавина
Рођен је 9. фебруара 1830. као син султана Махмуда II и султаније Пертевнијал. После смрти његовог оца Махмуда, његов брат Абдулмеџид је са својих 17 година постао султан. Абдул Азиз је тада имао свега 10 година. Постао је султан 7. јуна 1861. године. Одмах по ступању на престо примио је Османов мач. Посетио је гроб Мехмеда II Освајача и свог оца Махмуда II. Увео је орден под називом „ Османска медаља" за оне који су учинили велика достигнућа за државу.

## Револуције и немири
За разлику од својих претходника, у његово време није било никаквих ратова, нити сукоба са другим земљама. Још од париског мира 1856. у Европи је дошло до привременог примирја. У његово време није било територијалних губитака, такође. Било је немира на његовим територијама, али оне нису изгубљене његовом вештом дипломатијом и пацифистичком политиком.

## Побуна у Црној Гори
Још од проглашења османске Црне Горе, царство је имало потешкоће да контролише тај део царства због планина које окружују села, те су она била малтене независна, као што нису могли да контролишу њихову администрацију. Као последица париског мира из 1856. године, црногорски кнез Данило је прогласио независност од османског царства. Страни делегати му то нису саветовали, већ су му саветовали да призна супериорност османског царства, а да га они уздигну у ранг маршала и дају му новац како би купио део територије Босне и проширио своју територију. Данило је убијен 1860. године. Наследио га је његов рођак Никола, који је хушкао револт против порте у Босни и Херцеговини. Султан је послао Вогар Омер- пашу на Црну Гору. Он је са војском опседао планински део земље са три стране. Успео је да продре са војском дубље у земљу и присили Николу да се преда 30. августа 1862. године. Он је потписао предају, што му је омогућило да остане владар Црне Горе, али су Турци могли да граде било шта на територији земље како би показали своју супериорност у Црној Гори. Под притиском Русије и Француске, као и порте, султан је 2. марта 1864. године издао ферман по коме се поништава онај део споразума са Николом у коме Турци имају право да граде на територији Црне Горе, услед претензије Абдул Азиза да у Црној Гори гради утврђења и војне базе.

## Побуна у Србији
Србија је од 1389. године била под управом османског царства све до 1815. године. Године 1830. договорено је да Србија постане кнежевина у оквиру османског царства. Након париског мира 1856. Османско царство је имало право на 6 утврђења у Србији, укључујући и Београд, главни град Србије. Турска војска је била добро утренирана и служила је Турцима за очување реда у Србији. Присуство турске војске у Београду изазвало је немире у царству, поготово када је створена српска народна војска. Сукоби су кулминирали када су Турци убили српског дечака на Чукур чесми, па су онда Срби узвратили убивши османске војнике. Десетог јуна 1862. године Турци су извршили четворочасовно артиљеријско бомбардовање Београда. Оно је заустављено интервенцијом страних конзула, изазвану апелом кнеза Михаила Обреновића. Под страним притиском, султан је издао ферман 6. септембра 1862. по коме се број османских утврђења у Србији смањује са 6 на 4, као што је забрањено мешање Турака у унутрашњу политику Србије. Како је избила побуна на Криту и појачали се страни притисци, султан је издао нови ферман у марту 1867. године по коме се преостала 4 утврђења напуштају и предају Србији. Тиме је Србија добила већи степен аутономије.

## Побуна на Криту
Побуна на Криту догодила се касне 1866. јер је претежно грчко, православно становништво, желело да се прикључи краљевини Грчкој. Краљевина Грчка је подржала побуњенике, али је та помоћ била ограничена јер стране силе нису желеле да се Крит одвоји од Османског царства. Султан је послао свог делегата Мехмед-пашу да смири побуњенике и нађе заједнички језик са њима како би дошло до компромиса. Међутим, то се није десило. У време 11. фебруара 1867. султан је послао велику војску на челу са Омер- пашом, звездом кримског рата да угуши буну.
После војног преузимања, султан је послао највише званичнике и смирио сенат тако што им је дао позиције и ордење, те је тако повратио мир и вратио Крит под власт Истанбула ране 1868. године. Као резултат ове буне одржала се специјална конференција у Паризу 19. септембра 1869. године која је дискутовала о споразуму из 1856. године, те су острву одобрене трговинске концесије, као и изузимање плаћања пореза и војне службе.

## Солунски инцидент
Петог маја 1876. године у Солуну, бугарска девојчица се пребацила у исламску вероисповест. Када је вест стигла до хришћанских кругова, одмах је започета опсада Солуна. При тој опсади извршен је напад на муслимане који су ту живели. То је прерасло у међународни инцидент јер су у њему убијени француски и немачки конзул. Ово је изазвало бес империјалистичких сила, те је одмах захтевано од османске империје да изврши реформе и побољшају положај хришћана у земљи, и то у наредна два месеца јер ће, у супротном, доћи до војне интервенције држава које су то тражиле (Немачка, Француска, Италија, Русија, Велика Британија). Султан је сматрао да то није у реду, сугеришући на разлике између европских земаља, као и британски захтев да се погубе припадници муслиманске вероисповести.

## Достигнућа
Султан је ставио акценат на модернизовање османске морнарице. Године 1875. османска морнарица имала је 21 бојних бродова и 173 ратна брода, као и бродове других типова, чиме је била трећа по реду најјача морнарица на свету, одмах иза француске и британске морнарице. Његова страст према морнарици, бродовима и мору може се видети по зидним сликама и сликама у Бејлербеј палати, саграђеној у време његове владавине. Међутим, велики буџет потребан за модернизацију и ширење морнарице, заједно са сушом 1873. године и поплавом 1874. и смањеним порезима, изазвали су финансијске потешкоће и натерале Порту да прогласи банкрот 1875. године. Изненадна одлука да се повећају порези како би се отплатио јавни дуг царства кредиторима (у главном француским и британским банкама) изазвала је Велику источну кризу (1875—1878) у балканским провинцијама, што је кулминирало у време руско- турског рата (1877—1878) која је уништила, већ ослабљену, османску економију. Због тога је султан Абдул Хамид II створио администрацију за јавни дуг османске империје 1881. године. у првим годинама његове владавине.
- Прве османске пруге отворене су на релацији Измир- Ајдин и Александрија- Каиро 1856. године у време владавине Абдулмеџида I. Прва велика железничка станица у данашњој Турској, изграђена је 1858. године у Измиру. Међутим, биле су индивидуалне, неповезаних пруга, без железничке мреже. Султан Абдул Азиз успоставио је прву османску железничку мрежу. 17. априла 1869, концесија румелијске пруге, која је спајала Истанбул и Беч, надограђена је од стране белгијског банкара, пореклом из Баварије. Пројекат је предвидео пругу од Истанбула, па преко Једрена, Пловдива и Сарајева све до обала реке Саве. Године 1873. прва железница станица Сиркечи је изграђена. Привремена зграда замењена је Оријент експресом. Султан је успоставио пругу у Анадолији, чији су радови почели 1871. године, а завршили 22. септембра 1872. године, када је линија отворена. Линија је продужена до Гебзе у јануару 1873. године, а исте године, у августу продужена до Измита. Још једна екстензија железница била је 1871. године зарад пребацивања великог дела становништва преко мраморног мора и Бурсе. Анадолијска пруга продужена је до Анкаре, Месопотамије, Сирије и Арабије у време владавине султана Абдул Хамида II, заједно са завршетком багдадске и хеџадске железнице.
- У време његове владавине уведене су маркице у османском царству 1863. године, а створена је и универзална поштанска унија 1875. године, на челу са османским царством.
- Он је одговоран за издавање првог грађанског законика у османском царству.
- Био је први султан који је путовао по западној Европи. Посетио је Лондон, Париз, Марсеј, Кале, Булоњ, Довер, Брисел, Будимпешту, Видин, Варну и Беч. Његова турнеја по Европи трајала је од 21. 6. 1867.-7.8.1867. године.
- Инспирисан музејима у Паризу, отворио је империјални музеј у Истанбулу; Истанбулски археолошки музеј.

## Покушај измене закона о наследству
Како је османска традиција наслеђивања остала непромењена још од 1281. године, по њој, формално, најстарији принц долази на престо. Султан Абдул Азиз желео је то да промени. Желео је да успостави систем као што је био у Русији и Британији, а то је да владар може да бира коме ће оставити престо, како би његов син, принц Јусуф Изетин ефендија, дошао на престо после његове смрти. Наишао је на жесток отпор међу религијским круговима и царској породици.
Посебно Британија је желела да се закон о наследству не промени јер би тиме на власт дошао принц Мурат, који је подржавао османске либерале и присталица покрета реформације. Тензије настале овим довеле су до тога да је Британија послала своју медитеранску флоту на Дарданеле, а Русија трупе од 40 000 људи из Одесе како би се спречила таква одлука султана.

## Свргавање и смрт
У понедељак, 29. маја 1876. године Сулејман-паша, декан војне академије у Астани, предводио је окупацију Долмабахче палате, заједно са Ахмед-пашом, вођом морнарице. Након кратких борби, стражари у палати су предали оружје, а Долмабахче палата је бомбардована с мора од стране морнарице. Био је то кључни фактор операције. Из тих разлога султан је остао заробљен у палати. Студенти војне академије који су учествовали у окупацији Бешикташа, а у време након окупације чували путеве који воде до палате, нису знали зашто то раде. Мислили су, на основу говора Сулејман-паше, да ће овим поступком Османско царство изаћи из руске сфере утицаја.
Идућег уторка, Сулејман-паша је са себи оданим официрима упао у палату Јарган и ослободио принца Мурата како би га ставио на престо. Принц Мурат је одведен у зграду министарства одбране где су сви чекали новог калифа. Тамо је шејхуислам ефендија издао фетву за свргнутог султана. По овој фетви наређено је да артиљерија изврши бомбардовање без икакве милости. Локално становништво им се придружило без много размишљања. Томе су се успротивили руски цар и његов амбасадор у Цариграду.
Услед бомбардовања артиљерије султан се пробудио. Сазнао је да је Мурат V постављен као нови султан, као и за сукобе који су избили унутар Цариграда. Абдул Азиз се без много отпора предао видевши војнике који су окупирали палату. Он је напустио Долмабахче палату и са сином Јусуфом, својом мајком, женама и слугама кренуо ка Топкапи палати. У међувремену, султан Мурат V се из зграде војног министарства пребацио у Долмабахче палату.
Султан је провео 3 дана у Топкапи палати, па је послао писмо Мурату како му се палата не свиђа и како жели да се пребаци у палату Јарган, на шта му је султан одговорио. Абдул Азиз је био закључан у соби коју је чувало 3 реда војника. Све што је имао у тој соби био је Куран којег је султан читао свако јутро, као по обичају. Наредног јутра, он је тражио маказе и огледало како би дотерао браду. Већина извора тврди како је искористио маказе како би себи пререзао вене. Крварио је око 20 минута док није преминуо. Када су доктори стигли, већ је било касно. Након његове смрти, истрага која је спроведена од стране државе прогласила је да је у питању самоубиство. Иако су ово резултати званичне истраге, многи тврде како је султан био убијен. Оптужени за то били су Мидхат-паша, који је убијен по наређењу султана Абдул Хамида II 1883. године, као и Хусејин-паша кога је убио један од стражара Јусуф Изедина, сина свргнутог султана.
Овај инцидент био је преломан за модерну историју Османског царства. Документи везани за султанову смрт остали су под велом мистерије. Иако су многи очекивали да ће они изаћи на видело када је проглашена Турска република, то се ипак није десило. Данас многи верују у причу о самоубиству, пласирану од стране медија.
Султан Абдул Азиз је сахрањен поред свога оца, султана Махмуда II.

## Породично стабло
|  |                          |  |  |  |  |  |  |  |  |  |  |  |  |  |  |  |
|  | 2. Махмуд II             |  |  |  |  |  |  |  |  |  |  |  |  |  |  |  |
|  |                          |  |  |  |  |  |  |  |  |  |  |  |  |  |  |  |
|  |                          |  |  |  |  |  |  |  |  |  |  |  |  |  |  |  |
|  | 1. Абдул Азиз            |  |  |  |  |  |  |  |  |  |  |  |  |  |  |  |
|  |                          |  |  |  |  |  |  |  |  |  |  |  |  |  |  |  |
|  |                          |  |  |  |  |  |  |  |  |  |  |  |  |  |  |  |
|  | 3. Султанија Пертевнијал |  |  |  |  |  |  |  |  |  |  |  |  |  |  |  |
|  |                          |  |  |  |  |  |  |  |  |  |  |  |  |  |  |  |
|  |                          |  |  |  |  |  |  |  |  |  |  |  |  |  |  |  |